# A Show Girl's Stratagem
A Show Girl's Stratagem è un cortometraggio muto del 1911 diretto da Harry Solter. È il primo film interpretato da Dorothy Gibson, una nota modella passata al cinema che - l'anno seguente - diventò famosissima dopo essere scampata al naufragio del Titanic.

## Trama
Una moglie che sta per essere smascherata a causa di una relazione adulterina viene salvata dalla cugina, una show girl comprensiva che si prende lei la colpa. La ragazza, venuta a sapere che il marito tradito sta per fare un'irruzione nell'appartamento di un pittore dove è convinto di trovare sua moglie, si precipita dai due amanti, manda via in tutta fretta la cugina e si fa trovare dal marito infuriato in dolce intimità con l'artista. La show girl, già accolta freddamente al suo arrivo dai parenti borghesi, ora perde del tutto la reputazione presso il cugino al quale, invece, rimorde la coscienza per aver accusato ingiustamente la moglie.

## Produzione
Il film fu prodotto da Siegmund Lubin per la Lubin Manufacturing Company.

## Distribuzione
Distribuito dalla General Film Company, il film - un cortometraggio di una bobina - uscì nelle sale cinematografiche statunitensi il 13 febbraio 1911.